# Bengt Andersson
Bengt Evert Andersson (n. 11 august 1966, Kungsbacka) a fost un fotbalist suedez care evolua pe postul de portar.
După ce a evoluat la două cluburi locale, echipele GAIS, IK Brage, Örgryte IS și clubul spaniol CD Tenerife, a semnat cu IFK Göteborg în anul 1998. De atunci a fost primul portar al echipei. A fost cunoscut ca un excelent executant de lovituri de pedeapsă, înscriind numeroase goluri în prima ligă suedeză, Allsvenskan.